# یورکا لبز
Eureka Labs یک شرکت آموزشی هوش مصنوعی است که توسط آندره کارپاتی بنیان‌گذاری شده است. کارپاتی در ۱۶ ژوئیه تأسیس این شرکت را اعلام کرد. هدف این شرکت، ایجاد یک «مدرسه بومی هوش مصنوعی» است.
کارپاتی می‌گوید نخستین دوره یورکا لبز به دانشجویان می‌آموزد چگونه یک مدل زبانی بزرگ را از پایه بسازند.
به گفته کارپاتی، پیشرفت‌های اخیر در حوزه هوش مصنوعی مولد این امکان را فراهم می‌کند تا آموزگاران، با استفاده از دستیاران تدریس هوشمند، بتوانند دانشجویان بیشتری را به شکل چندزبانه آموزش دهند.